# Ronde van Italië 2021/Negentiende etappe
De negentiende etappe van de Ronde van Italië 2021 werd verreden op 28 mei van Abbiategrasso naar Alpe di Mera (Scopello). Het betrof een etappe over 166 kilometer. Oorspronkelijk zou de etappe verreden worden van Vigevano naar Alpe di Mera over 176 kilometer waarbij de Mottarone in het parcours was opgenomen. Naar aanleiding van het ongeluk met de kabelbaan Stresa-Alpino-Mottarone kort daarvoor op 23 mei werd de start verplaatst. Simon Yates deed een poging het klassement op zijn kop te zetten door vroeg te demarreren op de slotklim. Hij won wél de etappe, maar pakte slechts een halve minuut op leider Egan Bernal.
| Abbiategrasso – Alpe di Mera (166,0 km) |                  |                        |          |
| Plaats                                  | Naam             | Ploeg                  | Tijd     |
| 1                                       | Simon Yates      | Team BikeExchange      | 4u02'55" |
| 2                                       | João Almeida     | Deceuninck–Quick-Step  | + 11"    |
| 3                                       | Egan Bernal      | INEOS Grenadiers       | + 28"    |
| 4                                       | Damiano Caruso   | Bahrain-Victorious     | + 32"    |
| 5                                       | Aleksandr Vlasov | Astana-Premier Tech    | z.t.     |
| 6                                       | Daniel Martin    | Israel Start-Up Nation | + 42"    |
| 7                                       | Daniel Martínez  | INEOS Grenadiers       | + 49"    |
| 8                                       | Koen Bouwman     | Team Jumbo-Visma       | + 1'25"  |
| 9                                       | Tobias Foss      | Team Jumbo-Visma       | z.t.     |
| 10                                      | Romain Bardet    | Team DSM               | z.t.     |
|                                         |                  |                        |          |
| 26                                      | Jimmy Janssens   | Alpecin-Fenix          | + 5'14"  |

| Algemeen klassement |                  |                        |           |
| Plaats              | Naam             | Ploeg                  | Tijd      |
| Roze trui           | Egan Bernal      | INEOS Grenadiers       | 81u13'17" |
| 2                   | Damiano Caruso   | Bahrain-Victorious     | + 2'29"   |
| 3                   | Simon Yates      | Team BikeExchange      | + 2'49"   |
| 4                   | Aleksandr Vlasov | Astana-Premier Tech    | + 6'11"   |
| 5                   | Hugh Carthy      | EF Education-Nippo     | + 7'10"   |
| 6                   | Romain Bardet    | Team DSM               | + 7'32"   |
| 7                   | Daniel Martínez  | INEOS Grenadiers       | + 7'42"   |
| 8                   | João Almeida     | Deceuninck–Quick-Step  | + 8'26"   |
| 9                   | Tobias Foss      | Team Jumbo-Visma       | + 10'19"  |
| 10                  | Daniel Martin    | Israel Start-Up Nation | + 13'55"  |
|                     |                  |                        |           |
| 12                  | Koen Bouwman     | Team Jumbo-Visma       | + 28'44"  |
| 21                  | Louis Vervaeke   | Alpecin-Fenix          | + 55'31"  |

## Opgaves
- Gianluca Brambilla (Trek-Segafredo): opgave tijdens de etappe vanwege een valpartij
- Jefferson Cepeda (Androni Giocattoli-Sidermec): niet gestart
- Victor Lafay (Cofidis): niet gestart

1e etappe ·
2e etappe ·
3e etappe ·
4e etappe ·
5e etappe ·
6e etappe ·
7e etappe ·
8e etappe ·
9e etappe ·
10e etappe ·
11e etappe ·
12e etappe ·
13e etappe ·
14e etappe ·
15e etappe ·
16e etappe ·
17e etappe ·
18e etappe ·
19e etappe ·
20e etappe ·
21e etappe
Startlijst · Eindstanden · Afbeeldingen